# Johnny Harris
Johnny Harris (Lambeth, 3 de novembro de 1973) é um ator, roteirista, produtor cinematográfico e cineasta britânico.